# Истринские вести
«И́стринские ве́сти» — еженедельная газета городского округа Истры Московской области. Издаётся при поддержке правительства Московской области и администрации городского округа Истра.
Газета распространена в Дедовске, Павловской Слободе, Новопетровском, Агрогородке, Снегирях, Румянцево, в деревнях Лобаново, Покоево, Новодарьино, Высоково.
Издание уделяет много внимания рекламе. По желанию заказчика журналисты готовят к печати рекламные публикации во всём диапазоне газетных жанров: интервью, зарисовки, фотоотчёты, статьи и так далее. На страницах газеты постоянно публикуются рекламные блоки нескольких московских кадровых агентств и строительных кампаний. Одна из рекламных страниц появляется под рубрикой «Работа для вас». Растущие промышленные и коммерческие предприятия рекламируют свою продукцию. Также публикуются частные объявления.
«Истринские вести» выходят по пятницам в полном цвете. Газета доступна по подписке и в розницу, её тираж составляет 5 000 экземпляров.

## История
Издание было основано в 1923 году и первоначально носило название «Воскресенские известия». Затем спустя время оно получило название «Голос деревни». С 1931 года газета называлась как «Истринская стройка».
В 1941 году во время оккупации газета не выходила две недели. После Великой Отечественной войны она была переименована в «Ленинский путь».
Временно разделилась на «Путь Ильича» и «За изобилие» в то время, когда территория находилась в составе Красногорского и Солнечногорского районов. С объединением в нынешних границах газета «Ленинский путь» вновь выходила для жителей Истринского района. В 1991 года она стала носить современное название «Истринские вести».
Нынешние учредители издания — «Информационное агентство Истринского района Московской области», «Редакционно-информационный центр Московской области», администрация городского округа Истра. Издатель — «Редакция „Истринские вести“».
С 2007 года газета выходит раз в неделю в обновленном формате. Она стала «толстушкой с ТВ-программой», получила современный дизайн. В ней появились новые рубрики: «Нацпроект», «Общество», «Бизнес», «Проблема», «Безопасность» и прочие. Первые десять страниц «Истринских вестей» полностью отведены под новостные материалы о событиях района. Полезную информацию от издания могут получить как люди среднего и пожилого возраста, так и молодёжь.
В газете публиковались труды поэта Терентия Травника.
По состоянию на сентябрь 2021 года главным редактором издания является Ирина Кузова, а штат сотрудников состоит из 11 человек.